# Parallelia analamerana
Parallelia analamerana là một loài bướm đêm trong họ Erebidae.